# Wiktoria Bernadotte
Wiktoria Bernadotte (szw. Victoria Ingrid Alice Désirée; ur. 14 lipca 1977 w Solnie) – księżniczka koronna (następczyni tronu) Szwecji, księżna Västergötlandu. Jest najstarszym dzieckiem króla Szwecji, Karola XVI Gustawa, oraz jego żony, Sylwii Sommerlath.
W 2010 roku wyszła za mąż za swojego trenera personalnego, Daniela Westlinga. Ma z nim dwoje dzieci – Stellę (ur. 2012) i Oskara (ur. 2016), którzy zajmują kolejno drugie i trzecie miejsce w linii sukcesji do szwedzkiego tronu.
Ze względu na to, że jej chrześniakami jest wiele członków europejskich rodzin królewskich, nazywana jest „matką chrzestną Europy”. Na jej cześć co roku w Szwecji obchodzi się Victoriadagen (pol. „Dzień Wiktorii”).

## Życiorys

### Narodziny i chrzest
Urodziła się 14 lipca 1977 roku o godz. 21:45 w Szpitalu Uniwersyteckim Karolinska w Solnie jako najstarsze dziecko króla Szwecji, Karola XVI Gustawa, i jego żony, Sylwii Sommerlath. W dniu urodzin mierzyła 50 cm i ważyła 3250 gramów. Była również pierwszym dzieckiem narodzonym jako potomek panującego monarchy od 160 lat. Jej ojciec nie był obecny przy porodzie. O narodzinach córki dowiedział się, przebywając w swoim biurze w Pałacu Królewskim w Sztokholmie.
Otrzymała imiona Wiktoria Ingryda Alicja Dezyderia (szw. Victoria Ingrid Alice Désirée). Imię Wiktoria nosiła jej prababka, Wiktoria Adelajda ze Szlezwika-Holsztynu, praprababka, Wiktoria Badeńska, oraz prapraprababka, królowa Wielkiej Brytanii, Wiktoria Hanowerska. Imię to jest również jednym z imion najstarszej siostry jej ojca, Małgorzaty Bernadotte. Nosiły je również jej prababka, Małgorzata Koburg, oraz praprababka, Luiza Małgorzata Hohenzollern. Imię Ingryda jest popularnym imieniem w krajach skandynawskich. Zyskała je po Ingrydzie Bernadotte, ciotce ojca. Imię Alicja otrzymała po swojej babce, matce królowej Sylwii, Alice Soares de Toledo. Imię to nosiła również matka jej ojca, Sybilla Koburg, oraz siostra jej ojca, Brygida Bernadotte. Ostatnie imię, Dezyderia, zyskała po swojej chrzestnej, siostrze ojca, Dezyderii Bernadotte. Imię to nosiła również Dezyderia Clary, żona pierwszego przedstawiciela dynastii Bernadotte na szwedzkim tronie, Karola XIV Jana.
27 września 1977 roku została ochrzczona w wierze luterańskiej w kaplicy Pałacu Królewskiego w Sztokholmie. Jej rodzicami chrzestnymi zostali: ciotka ze strony ojca, księżniczka Dezyderia Bernadotte, oraz wuj ze strony matki, Ralf Sommerlath, a także Harald Glücksburg (ówczesny następca tronu Norwegii, później król jako Harald V) i Beatrycze Orańska-Nassau (następczyni tronu Holandii, później królowa). Wiktoria wystąpiła w tradycyjnym stroju, w którym jako pierwszy w 1906 roku został ochrzczony jej dziadek, Gustaw Adolf Bernadotte. Ponadto ojciec Wiktorii, król Karol XVI Gustaw, postanowił, że Wiktoria zostanie ochrzczona wodą, która pochodzi z drugiej co do wielkości szwedzkiej wyspy, Olandii. W ten sposób zapoczątkował nową tradycję w szwedzkiej rodzinie królewskiej.
Dziedziczką tronu jest dzięki ustawie z 1979, która pozbawiła jej młodszego brata, Karola Filipa, następstwa tronu, wprowadzając retroaktywnie – wbrew wielowiekowej tradycji i opinii wielu Szwedów (w tym jej ojca) – zasadę primogenitury bez względu na płeć. W przypadku objęcia tronu Wiktoria będzie czwartą od 300 lat panującą władczynią Szwecji (po Małgorzacie, Krystynie i Ulryce Eleonorze) oraz pierwszą, która wywodzi się z dynastii Bernadotte.
Ma dwoje rodzeństwa – Karola Filipa (ur. 13 maja 1979) i Magdalenę (ur. 10 czerwca 1982).

### Młodość

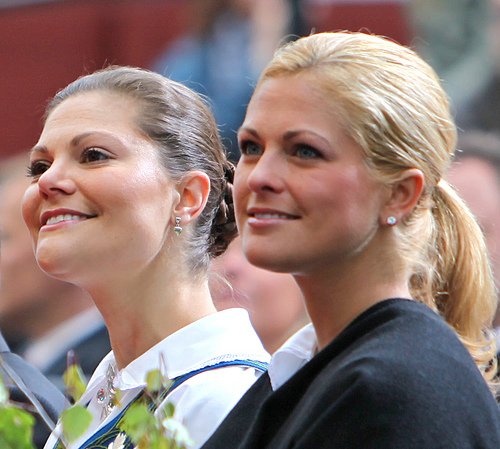
Wiktoria z młodszą siostrą, Magdaleną (2009)

W 1981 roku para królewska wraz z dziećmi przeprowadziła się z Pałacu Królewskiego w Sztokholmie do znajdującego się na przedmieściach miasta pałacu Drottningholm. Tam właśnie księżniczka miała spędzić swoje dzieciństwo – wraz z rodzeństwem. Jej młodsza siostra, Magdalena, przyznała później w jednym z wywiadów, że Wiktoria bardzo poważnie traktowała swoją rolę starszej siostry i była bardzo opiekuńcza w stosunku do młodszego rodzeństwa, mówiąc: „Czuła, że największa odpowiedzialność spada na nią, była dla nas bardzo ważna jako starsza siostra. Czasem sobie z tego żartujemy. Kiedy poszłam do szkoły umiałam już czytać, bo kiedy byliśmy mali bawiła się z nami w szkołę. Dyrygowała nami, uczyła nas czytać. Jest bardzo pomysłowa, dlatego była wspaniałą starszą siostrą. Wymyślała świetne zabawy, budowała nam fantastyczne domki. Robiła dla nas wszystko”.

W 1982 roku Wiktoria zaczęła uczęszczać do przedszkola parafialnego Västerled, a w 1984 roku, w wieku siedmiu lat, rozpoczęła naukę w szkole w Smedslättsskolan. Niedługo później u księżniczki zdiagnozowano dysleksję. Ze względu na to musiała przeznaczać więcej czasu na naukę, niż jej rówieśnicy, co w konsekwencji doprowadziło do spadku pewności siebie. „Myślałam, że jestem głupia i powolna” – wspomniała później w jednym z wywiadów. W 1988 roku po raz pierwszy odwiedziła prowincję Västergötland, której jest księżną. 

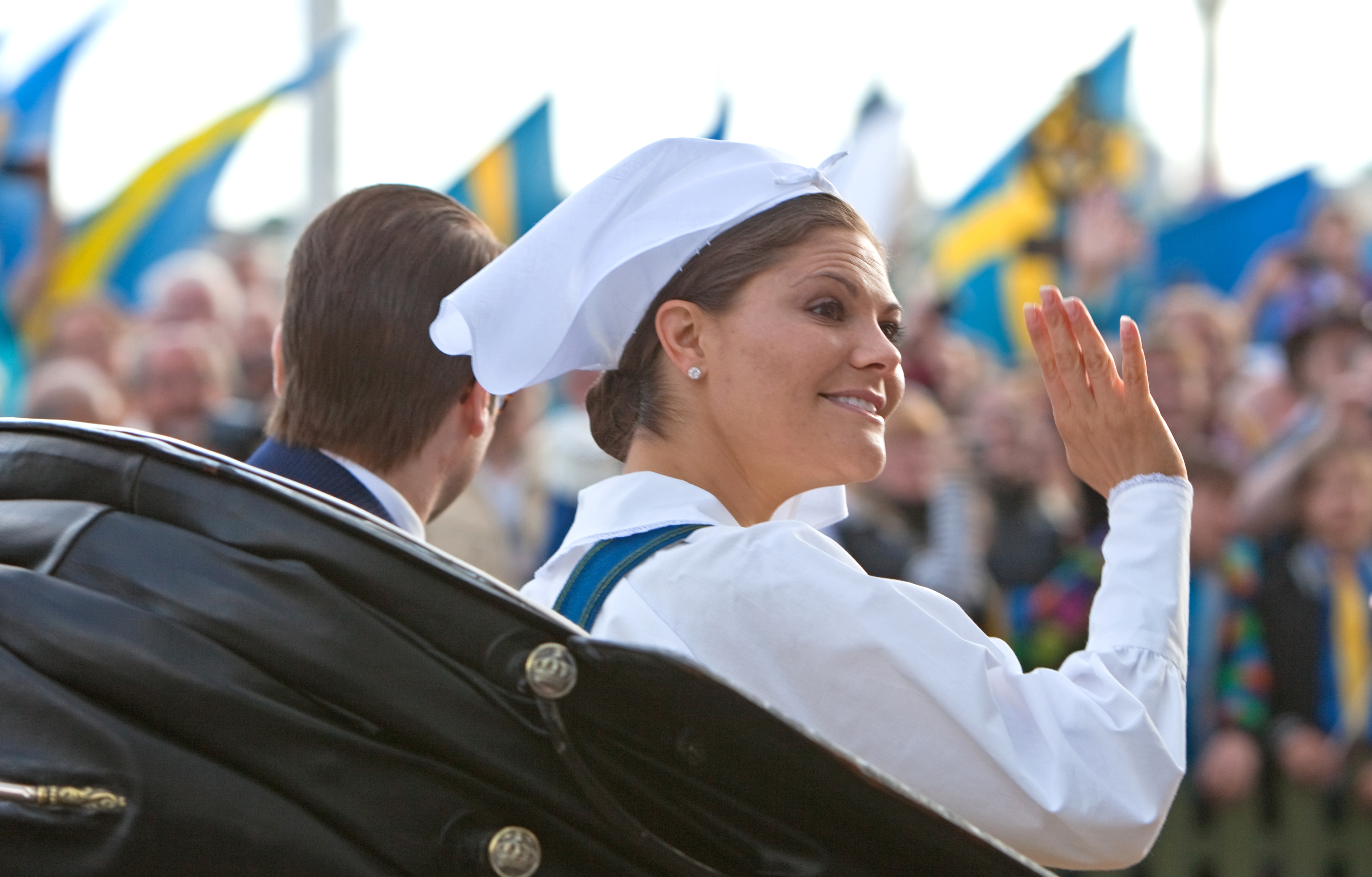
Wiktoria na Święcie Narodowym Szwecji (2012)

W 1990 roku rozpoczęła naukę w gimnazjum Enskilda. Powodem wyboru tej szkoły była duża liczba zajęć dla dzieci z dysleksją. Dwa lata później, w 1992 roku, w kościele Räpplinge na Olandii Wiktoria została konfirmowana (odpowiednik katolickiej pierwszej komunii i bierzmowania). W 1995 roku, w swoje osiemnaste urodziny, wygłosiła przemówienie w Rikssalen. W grudniu po raz pierwszy wzięła udział we wręczeniu Nagród Nobla. Rok później zdała egzaminy końcowe w szkole, otrzymując najlepsze oceny prawie ze wszystkich przedmiotów (oprócz matematyki, szwedzkiego i angielskiego). Następnie przez rok studiowała na Université Catholique de l’Ouest w Angers we Francji.
W 1997 odbywała praktyki w parlamencie szwedzkim – Riksdagu. Tego samego roku zaczęła znacznie tracić na wadze. Początkowo media zaczęły chwalić księżniczkę, później jednak zaczęto przypuszczać, że następczyni tronu cierpi na bulimię. Pogłoski pogłębiły się, gdy do mediów przedostały się informacje, że księżniczka kilka razy była w szpitalu z powodów osłabienia. W listopadzie 1997 roku pałac potwierdził doniesienia o chorobie Wiktorii, zapewniając jednocześnie, że następczyni tronu otrzymuje profesjonalną pomoc. „Zrozumiałam, że nie mam na nic wpływu. Moje życie zostało już zaplanowane w momencie narodzin. O wszystkim, co robiłam, decydowali inni, myślałam, że mogę chociaż kontrolować to, co jem” – mówiła później w wywiadzie. Okres, kiedy cierpiała na zaburzenia odżywiania, określiła jako „ciężki”, dodając: „Byłam zagubiona przez długi czas, nic niezwykłego w tym wieku. Jestem wdzięczna, że otrzymałam pomoc, ponieważ nie jest tak łatwo wyjść z tej sytuacji, kiedy czujesz się bardzo źle”. Po rozpoczęciu przez księżniczkę studiów na Uniwersytecie w Uppsali media nie zaprzestały śledzić jej każdego kroku. Ostatecznie, w porozumieniu z rodziną, Wiktoria podjęła decyzję o wyjeździe do Stanów Zjednoczonych, gdzie zaczęła uczęszczać na studia z zakresu nauk politycznych i historii na Uniwersytecie Yale.

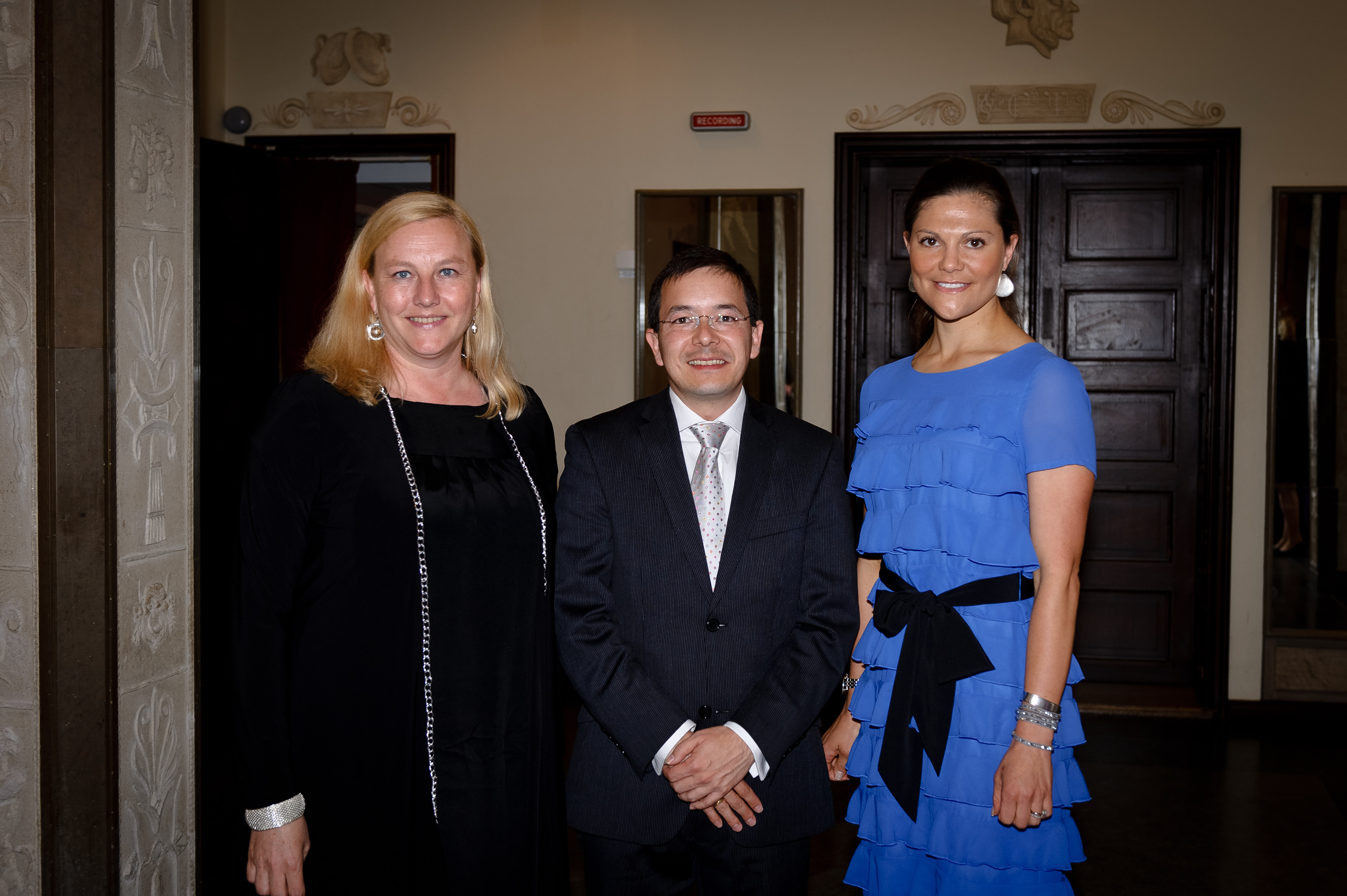
Wręczenie Nagrody Literackiej im. Astrid Lindgren w Konserthusie w Sztokholmie. Księżniczka wraz z pisarzem i laureatem nagrody, Shaunem Tanem, oraz Ewą Björling, ówczesną szwedzką minister handlu (2011).

### Następczyni tronu
W 2000 roku, po ukończeniu studiów, powróciła do Szwecji i w grudniu, po trzyletniej nieobecności, wzięła udział we wręczeniu Nagród Nobla. Dwa lata później skończyła również program studiów w SIDA (ang. Swedish International Development Cooperation Agency), a w 2003 roku także podstawowe szkolenie wojskowe w SWEDINT (ang. Swedish Armed Forces International Centre). Uczyła się również w Szwedzkiej Szkole Obrony Narodowej w Sztokholmie. Od września 2006 do czerwca 2007 brała udział w programie Ministerstwa Spraw Zagranicznych Szwecji dla przyszłych dyplomatów. Program ten miał na celu zapoznanie młodych ludzi z zasadami panującymi w ministerstwie, jak również ze strategią polityki zagranicznej Szwecji, bezpieczeństwem zewnętrznym oraz kontaktami międzynarodowymi.

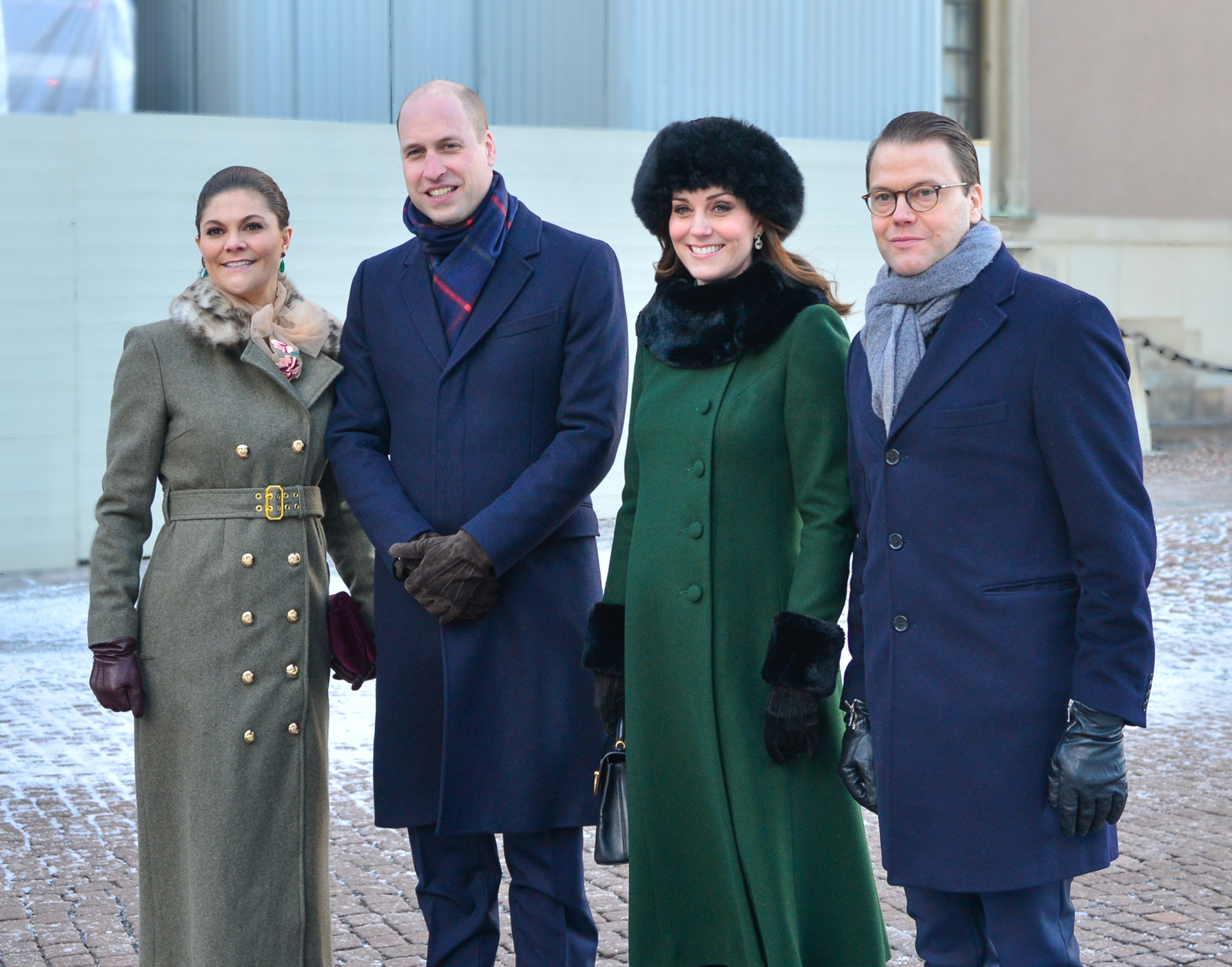
Wiktoria z mężem podczas wizyty księcia i księżnej Cambridge w Szwecji (2018)

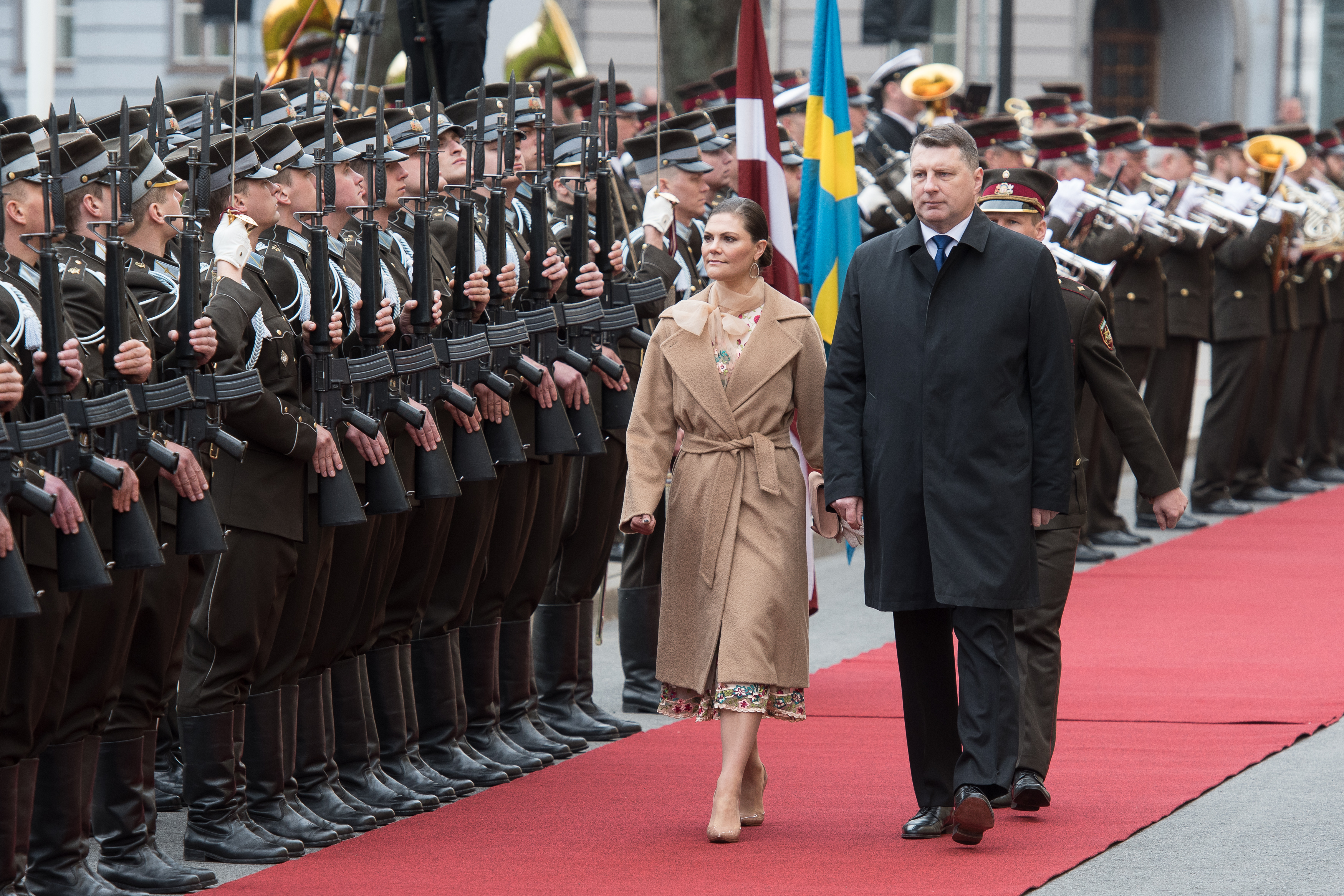
Wiktoria w czasie wizyty na Łotwie (2018)

W styczniu 2016 r. Sekretarz Generalny ONZ Ban Ki-moon wyznaczył Wiktorię na członka Stowarzyszenia Obrońców Celów Zrównoważonego Rozwoju dla Agendy 2030. Jako następczyni tronu księżniczka bierze czynny udział w życiu kraju jako reprezentantka szwedzkiej rodziny królewskiej. W 2017 roku, w wywiadzie wyemitowanym z okazji jej 40. urodzin, powiedziała: „Całe moje życie jest dla Szwecji. Może się to wydawać pretensjonalne, ale czuję to, to prawda. Widzę moich rodziców i ich niestrudzoną pracę i z radością zauważam, jak ją wykonują, z niekończącym się zainteresowaniem. Mam nadzieję, że w ich wieku będę mogła doświadczyć takiej samej radości”.

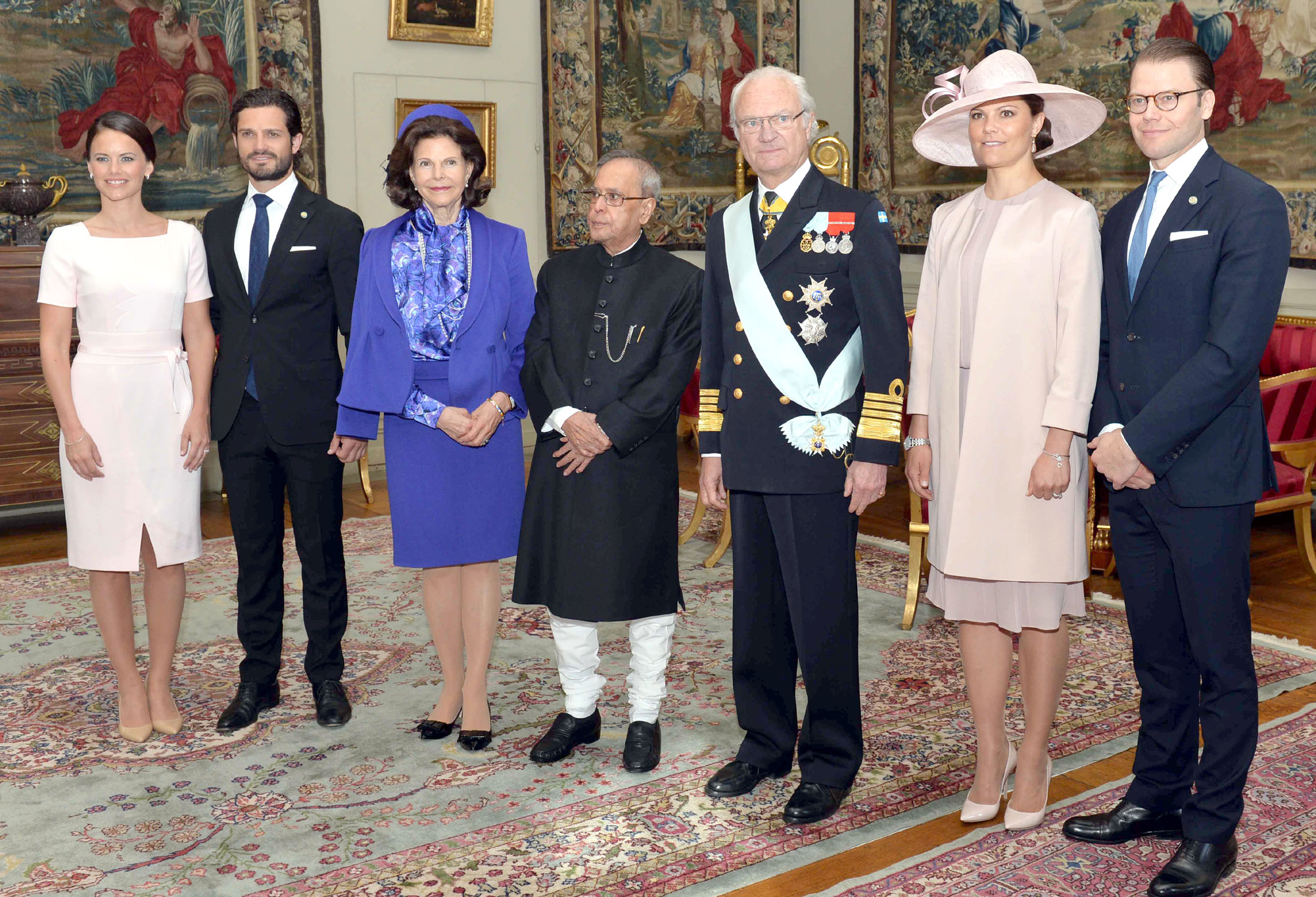
Wiktoria z mężem, ojcem, matką, młodszym bratem i jego żoną podczas wizyty ówczesnego prezydenta Indii, Pranaba Mukherjee (2015)

Wiktoria otwarcie okazuje swoje wsparcie społeczności LGBT. W 2020 roku otworzyła paradę równości (ze względu na trwającą wówczas pandemię COVID-19, odbywała się online). Za swoje przemówienie, które wtedy ogłosiła, otrzymała nagrodę czytelników magazynu QX. Księżniczka angażuje się również w działalność propagującą profilaktykę w zakresie raka piersi, co roku na początku października lub pod koniec września pojawia się nowe zdjęcie Wiktorii z różową wstążką.
11 marca 2021 roku potwierdzono, że księżniczka i jej mąż uzyskali pozytywny wynik na obecność koronawirusa. Para, wraz z dwojgiem dzieci, izolowała się w swojej rezydencji, pałacu Haga. Niecały rok później, w styczniu 2022 roku, ogłoszono, że Wiktoria i jej mąż ponownie zachorowali na Covid-19. Kilka dni wcześniej pozytywny wynik na obecność koronawirusa uzyskali rodzice księżniczki.
Na początku 2023 roku w filmie dotyczącym króla Karola XVI Gustawa, monarcha – obchodzący wówczas 50-lecie swojego panowania – udzielił wywiadu, w którym przyznał, że wciąż uważa, iż ustawa sukcesyjna z 1979 roku nie powinna była działać wstecz i pozbawiać jego jedynego syna tytułu następcy tronu. Uznał tę zmianę za niesprawiedliwą. Ze względu na ogromną popularność księżniczki Wiktorii w szwedzkim społeczeństwie wywiad króla wywołał oburzenie. Zarzucano monarsze, że nie wspiera swojej córki w jej działalności. Król postanowił wydać oświadczenie, w którym stwierdził, że „głęboko zabolały” go opinie sugerujące, że swoim wywiadem skrytykował swoją córkę. Podkreślił, że jego negatywna ocena zmian w sukcesji sprzed ponad czterdziestu lat dotyczyła jedynie kwestii złamania zasady lex retro non agit. W swoim oświadczeniu Wiktorię określił zaś jako „niezwykły atut”. Napisał również, że „jest z niej dumny”.

## Życie prywatne

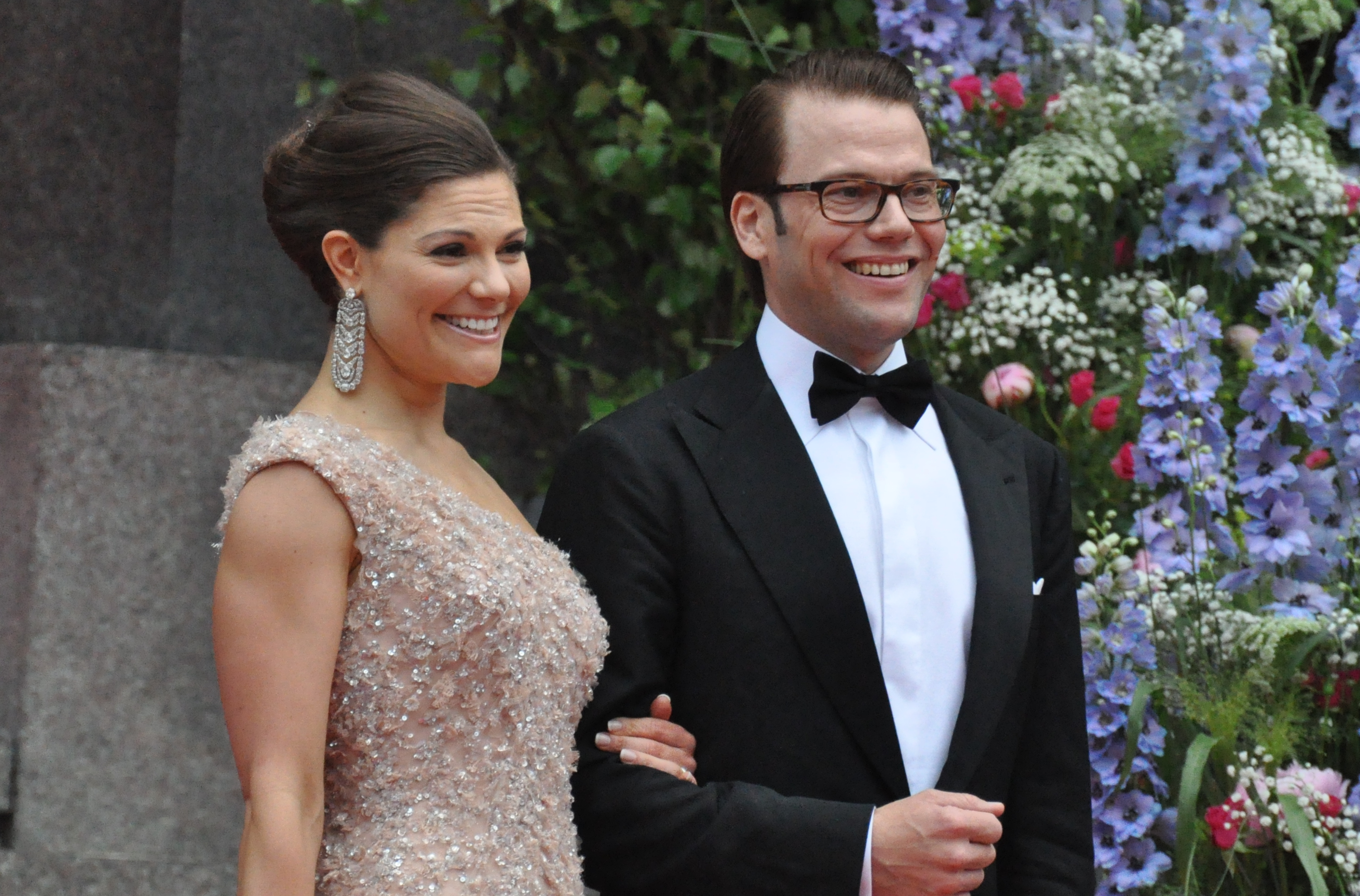
Wiktoria i Daniel Westling na dzień przed ślubem (2010)

Księżniczka Wiktoria dba o swoją prywatność. Do mediów przedostały się jedynie wiadomości o dwóch jej związkach. Jej pierwszym poważnym chłopakiem był Daniel Collert, kolega ze szkoły. Związek ten narodził się w latach 90. Kiedy w 1998 roku księżniczka wyjechała do Stanów Zjednoczonych na studia, Daniel postanowił przeprowadzić się do Nowego Jorku. We wrześniu 2000 roku informacja o związku księżniczki przedostała się do prasy przez wywiad, jaki udzieliła Expo 2000, a następnie została potwierdzona przez rzeczniczkę dworu. Para rozstała się w 2001 roku.

### Małżeństwo
W maju 2002 roku media w Szwecji podały, że księżniczka ma nowego chłopaka, którym jest jej osobisty trener, właściciel siłowni w Sztokholmie, Daniel Westling. Zaledwie dwa miesiące później, w lipcu 2002 roku, media po raz pierwszy opublikowały zdjęcie całującej się pary, które zostały zrobione w urodziny Caroline Kreuger, przyjaciółki Wiktorii. W lecie 2003 roku Daniel po raz pierwszy został sfotografowany z ojcem księżniczki w ruinach zamku Borgholm na Olandii. Po upublicznieniu tego faktu przez media para przestała ukrywać swój związek. W 2007 roku Wiktoria postanowiła nawet spędzić Wielkanoc z rodziną ukochanego, w Ockelbo.

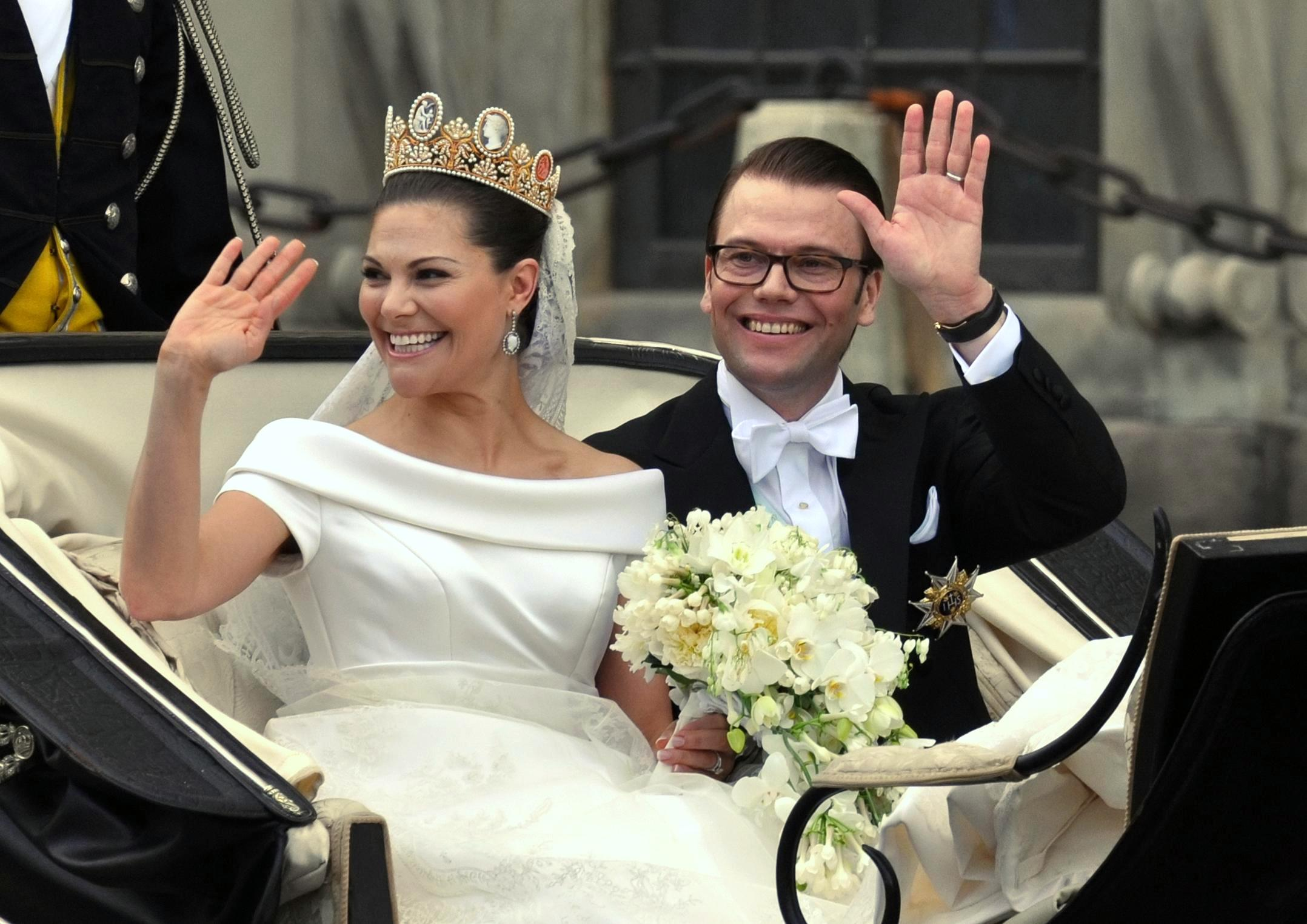
Wiktoria z mężem w dniu ślubu (2010)

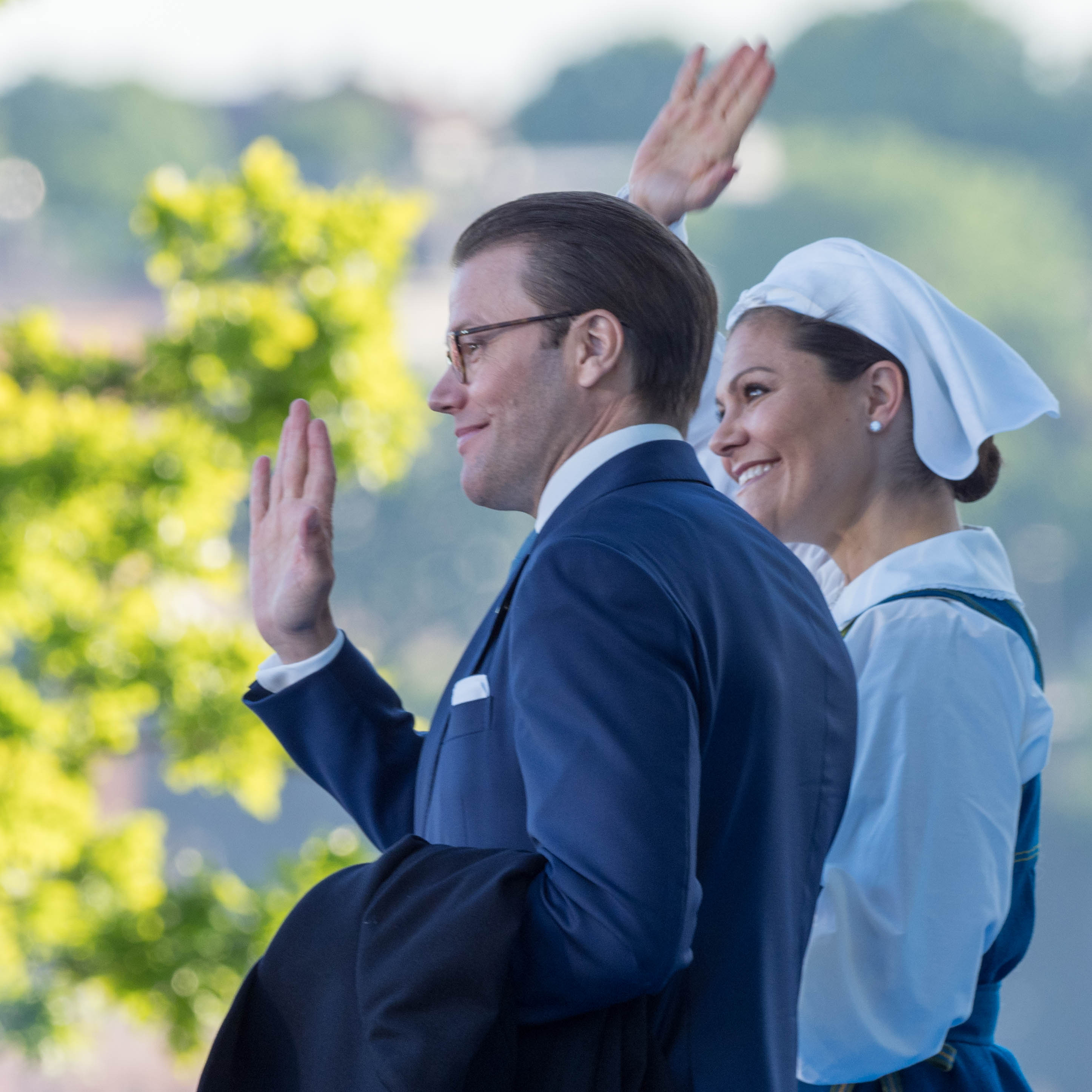
Wiktoria z mężem w dniu Święta Narodowego Szwecji (2017)

24 lutego 2009 dwór królewski oficjalnie poinformował o zaręczynach księżniczki Wiktorii z Danielem Westlingiem. Ślub odbył się 19 czerwca 2010 roku, w 34. rocznicę zaślubin jej rodziców. Ceremonia odbyła się w Kościele św. Mikołaja w Sztokholmie (szw. Storkyrkan, dosłownie „wielki kościół”). Wiktorię ubraną w klasyczną, białą suknię do ołtarza poprowadził ojciec, król Karol XVI Gustaw. Doszli jednak tylko do połowy świątyni, w drugiej części księżniczka szła po błękitnym dywanie razem z Danielem Westlingiem. W ten sposób rodzina królewska wybrnęła z niewygodnej sytuacji: wcześniej przedstawiciele luterańskiego Kościoła Szwedzkiego zwracali uwagę, że „prowadzenie córki przez ojca do ołtarza jest sprzeczne ze szwedzką tradycją równouprawnienia”. W wyniku zawarcia małżeństwa Westling zyskał tytuł Jego Królewskiej Wysokości księcia Szwecji, księcia Västergötlandu.
Podczas ceremonii Wiktoria nosiła tiarę Cameo, którą tradycyjnie zakładają panny młode związane ze szwedzką rodziną królewską. Jesienią 2010 roku następczyni tronu wraz z mężem przeniosła się do pałacu Haga, który stał się oficjalną rezydencją pary.
Na początku 2022 roku w mediach pojawiły się pogłoski o tym, że małżeństwo księżniczki przechodzi poważny kryzys spowodowany zdradą jednego z małżonków i następczyni tronu oraz jej mąż mają w planach wnieść pozew o rozwód. 19 lutego 2022 roku Wiktoria i Daniel postanowili odnieść się do tych informacji i wydali oficjalne oświadczenie, w którym stwierdzili: „W normalnych przypadkach nie komentujemy plotek i spekulacji, ale – aby chronić naszą rodzinę – chcemy raz na zawsze wyjaśnić, że plotki, które teraz się rozchodzą, są całkowicie bezpodstawne”.

### Potomstwo

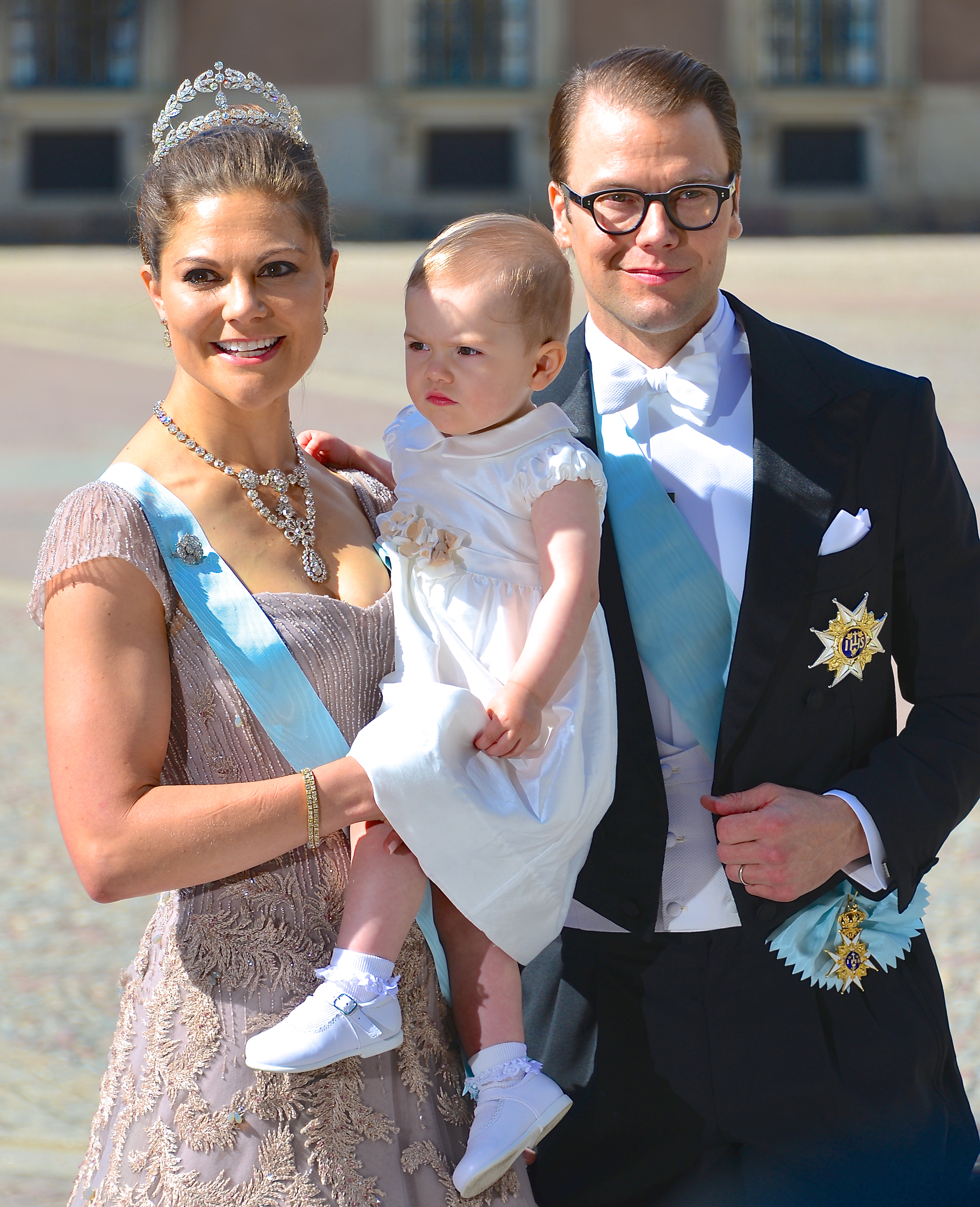
Wiktoria z mężem i córką na ślubie siostry, Magdaleny (2013)

17 sierpnia 2011 roku ogłoszono, że następczyni tronu i jej mąż spodziewają się swojego pierwszego dziecka. Poród planowany był na marzec następnego roku. 23 lutego 2012 roku Wiktoria urodziła córkę. Następnego dnia poinformowano, że dziewczynka otrzymała imiona Stella Sylwia Ewa Maria (szw. Estelle Silvia Ewa Mary) oraz tytuł księżnej Östergötlandu.
9 września 2015 roku ogłoszono, że księżniczka jest w kolejnej ciąży. 2 marca 2016 roku na świat przyszedł pierwszy syn pary książęcej. Następnego dnia, podczas posiedzenia rządu, król Karol XVI Gustaw, poinformował, że chłopiec otrzymał imiona Oskar Karol Olaf (szw. Oscar Carl Olof) oraz tytuł księcia Skanii.

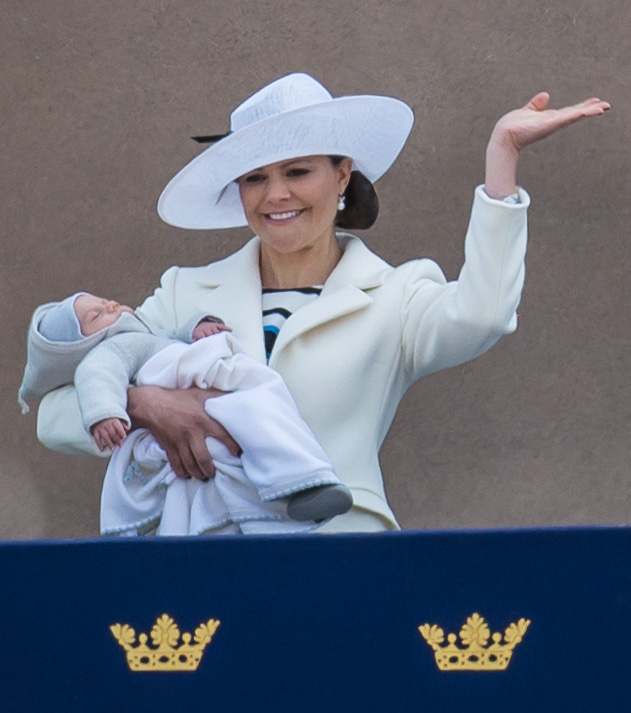
Wiktoria z synem (2016)

### „Matka chrzestna Europy”
Księżniczka Wiktoria jest matką chrzestną aż osiemnaściorga dzieci, w tym najprawdopodobniej trojga przyszłych europejskich monarchów – księcia Danii, Chrystiana (syna króla Fryderyka X), księżniczki Holandii, Katarzyny-Amalii (córki króla Wilhelma-Aleksandra) i księżniczki Norwegii, Ingrydy Aleksandry (córki księcia Haakona). Chrystian pełnił funkcję page boya, a Katarzyna-Amalia i Ingryda Aleksandra były druhenkami na ślubie Wiktorii z Danielem Westlingiem.
Jest również matką chrzestną swojej siostrzenicy, księżniczki Eleonory (córki księżniczki Magdaleny), oraz bratanka, księcia Aleksandra (syna księcia Karola Filipa), a także księżniczki Belgii, Eleonory (córki króla Filipa), księcia Grecji, Konstantyna Aleksego (syna księcia Pawła) oraz księżniczki Katarzyny (córki Hubertusa, dziedzicznego księcia Saxe-Coburg-Gotha).

Herb Wiktorii

Monogram Wiktorii

## Odznaczenia[95]
- Królewski Order Serafinów (Szwecja)[96] – 1977
- Odznaka Honorowa za Zasługi dla Republiki Austrii (Austria) – 1997[97]
- Order Leopolda (Belgia)
- Order Krzyża Południa (Brazylia) – 2007[98]
- Order Stara Płanina (Bułgaria)
- Order Zasługi (Chile)
- Order Słonia (Dania)[99][100]
- Order Gwiazdy Białej (Estonia)[101]
- Order Krzyża Ziemi Maryjnej (Estonia)[102]
- Łańcuch Krzyża Wielkiego Orderu Białej Róży Finlandii (Finlandia, 2022)[103]
- Order Narodowy Zasługi (Francja)
- Order Honoru (Grecja)
- Order Izabeli Katolickiej (Hiszpania) – 2021[104]
- Order Lwa Niderlandzkiego (Holandia) – 2022[105]
- Krzyż Wielki Orderu Sokoła Islandzkiego (Islandia) – 2004[106][107]
- Order Chryzantemy (Japonia)
- Order Wielkiego Księcia Giedymina (Litwa)
- Order Zasługi Adolfa Nassauskiego (Luksemburg)
- Order Trzech Gwiazd (Łotwa)
- Order Zasługi Republiki Federalnej Niemiec (Niemcy)
- Order Świętego Olafa (Norwegia) – 1995[108]
- Order Gwiazdy Rumunii (Rumunia)[109][110]
- Order Zasługi Republiki Włoskiej (Włochy) – 2018[111]

## Genealogia
| Prapradziadkowie                        | król Szwecji Gustaw V Bernadotte (1858–1950) ∞1881 Wiktoria Badeńska (1862–1930)         | Luiza Małgorzata Hohenzollern (1860–1917) ∞ 1879 Artur Koburg (1850–1942)                | Leopold Koburg (1853–1884) ∞1882 Helena Waldeck-Pyrmont (1861–1922)                     | Fryderyk Ferdynand Schleswig-Holstein-Sonderburg-Glücksburg (1855–1934) ∞1885 Karolina Matylda Schleswig-Holstein-Sonderburg-Augustenburg (1860–1932) | Carl Sommerlath (1834–1897) ∞1858 Anna Tille (1830–1898)                    | Johann Waldau (1828–1896) ∞1856 Sophie Schmidt (1824–1911)                  | Joaquim Floriano de Toledo (1842)– ∞1865 Maria Julia de Barros (1849–)      | Emiliano Baptista Soares (1852–1914) ∞ Joaquina Dias Novaes (1856–)         |
| Pradziadkowie                           | król Szwecji Gustaw VI Adolf Bernadotte (1882–1973) ∞ 1905 Małgorzata Koburg (1882–1920) | król Szwecji Gustaw VI Adolf Bernadotte (1882–1973) ∞ 1905 Małgorzata Koburg (1882–1920) | Karol Edward Koburg (1884–1954) ∞ 1905 Wiktoria Adelajda Schleswig-Holstein (1885–1970) | Karol Edward Koburg (1884–1954) ∞ 1905 Wiktoria Adelajda Schleswig-Holstein (1885–1970)                                                               | Moritz Sommerlath (1860–1930) ∞1886 Erna Waldau (1864–1944)                 | Moritz Sommerlath (1860–1930) ∞1886 Erna Waldau (1864–1944)                 | Arthur Floriano de Toledo (1873–1935) ∞1900 Elisa Novaes Soares (1881–1928) | Arthur Floriano de Toledo (1873–1935) ∞1900 Elisa Novaes Soares (1881–1928) |
| Dziadkowie                              | Gustaw Adolf Bernadotte (1906–1947) ∞ 1932 Sybilla Koburg (1908–1972)                    | Gustaw Adolf Bernadotte (1906–1947) ∞ 1932 Sybilla Koburg (1908–1972)                    | Gustaw Adolf Bernadotte (1906–1947) ∞ 1932 Sybilla Koburg (1908–1972)                   | Gustaw Adolf Bernadotte (1906–1947) ∞ 1932 Sybilla Koburg (1908–1972)                                                                                 | Walther Sommerlath (1901–1990) ∞1925 Alice Soares de Toledo (1906–1997)     | Walther Sommerlath (1901–1990) ∞1925 Alice Soares de Toledo (1906–1997)     | Walther Sommerlath (1901–1990) ∞1925 Alice Soares de Toledo (1906–1997)     | Walther Sommerlath (1901–1990) ∞1925 Alice Soares de Toledo (1906–1997)     |
| Rodzice                                 | król Szwecji Karol XVI Gustaw (ur. 1946) ∞1976 Sylwia Sommerlath (ur. 1943)              | król Szwecji Karol XVI Gustaw (ur. 1946) ∞1976 Sylwia Sommerlath (ur. 1943)              | król Szwecji Karol XVI Gustaw (ur. 1946) ∞1976 Sylwia Sommerlath (ur. 1943)             | król Szwecji Karol XVI Gustaw (ur. 1946) ∞1976 Sylwia Sommerlath (ur. 1943)                                                                           | król Szwecji Karol XVI Gustaw (ur. 1946) ∞1976 Sylwia Sommerlath (ur. 1943) | król Szwecji Karol XVI Gustaw (ur. 1946) ∞1976 Sylwia Sommerlath (ur. 1943) | król Szwecji Karol XVI Gustaw (ur. 1946) ∞1976 Sylwia Sommerlath (ur. 1943) | król Szwecji Karol XVI Gustaw (ur. 1946) ∞1976 Sylwia Sommerlath (ur. 1943) |
| Wiktoria Bernadotte (ur. 14 lipca 1977) |                                                                                          |                                                                                          |                                                                                         | |                                                                             |                                                                             |                                                                             |                                                                             |